# 1725 w muzyce
Wydarzenia muzyczne w 1725 roku.

## Dzieła
- Johann Sebastian Bach – kantata 1 Wie schön leuchtet der Morgenstern
- Johann Sebastian Bach – kantata 148 Bringet dem Herrn Ehre seines Names
- Johann Sebastian Bach – kantata 170
- Gottfried Heinrich Stölzel – Brockes Passion
- Jan Dismas Zelenka – Missa Fidei
- Jan Dismas Zelenka – Dixit Dominus w a
- Jan Dismas Zelenka – Confitebor tibi Domine w e
- Jan Dismas Zelenka – Beatus vir w a
- Jan Dismas Zelenka – Laudate pueri w F
- Jan Dismas Zelenka – In exitu Israel w d
- Jan Dismas Zelenka – Magnificat w D
- Jan Dismas Zelenka – Creator alme siderum w d
- Jan Dismas Zelenka – Alma Redemptoris Mater w a
- Jan Dismas Zelenka – Salve Regina w g
- Jan Dismas Zelenka – Litaniae Lauretanae w G

## Urodzili się
- 15 sierpnia – Ferdinando Bertoni, włoski kompozytor, organista i kapelmistrz (zm. 1813)
- 8 listopada – Johann George Tromlitz, niemiecki flecista, wytwórca fletów, kompozytor (zm. 1805)

## Zmarli
- 6 lutego – Johann Philipp Krieger, niemiecki kompozytor i organista (ur. 1649)
- 24 października – Alessandro Scarlatti – włoski kompozytor (ur. 1660)